# Джон Спенсер (снукерист)
Джон Спенсер (англ. John Spencer; 18 вересня 1935 року — 11 липня 2006 року) — англійський професійний гравець у снукер, чемпіон світу 1969, 1971 і 1977 років.

## Біографія[2]
Джон Спенсер — професіонал, який народився в Ланкаширі, виграв три титули чемпіона світу і в 1970-х роках бився за першість на чемпіонатах світу з суперниками Реєм Ріардоном та Алексом Гіггінсом.
Народившись у багатодітній сім'ї й бувши одним із 5 дітей, Спенсер почав грати у своєму місцевому більярдному залі, Гротті, в Редкліффі. Незабаром там він зробив свій перший сенчурі-брейк, а згодом виграв чемпіонат Англії 1966 року серед аматорів.
Ставши в 1969 році професіоналом, Спенсер виграв перший зі своїх трьох титулів на Чемпіонаті світу, перемігши Гері Оуена 46-27.
Він не зміг захистити титул, але через два роки знову опинився на вершині, перегравши в фіналі Уоррена Сімпсона 37-29.
У 1972 році він знову пройшов у фінал, але програв Алексу Гіггінсу 32-37.
Третій раз Джон Спенсер став чемпіоном у 1977 році. Це був перший рік, коли турнір проводився в Крусіблі й став рейтинговим турніром. У фіналі був переможений Кліфф Торбурн 25-21.
Серед інших здобутків Джона були перемога на Benson & Hedges Masters і перший змагальний максимальний брейк (147 очок). Однак цей брейк на турнірі в Хольстені 1979 року не показали по телевізору, оскільки техніки якраз в цей момент робили перерву.
Джон Спенсер був одним із перших, хто застосував кий із двох частин після того, як його старий розбився в автокатастрофі.
Попри все своє постійне суперництво, вони з Реєм Ріардоном ніколи не зустрічались у фіналі чемпіонату світу, хоча багато разів схрещували свої киї у двобої.
У 1985 році кар'єра Спенсера погіршилася, коли було виявлено, що він хворіє на очну хворобу. Стероїди, необхідні для боротьби з проблемою, викликали напади депресії. Тому можна вважати подвигом, коли у віці 51 року він дійшов до чвертьфіналу Відкритого чемпіонату Британії, програвши лише Джиммі Вайту.
Окрім гри, Спенсер був шанованим членом коментаторської команди BBC. У 1990 році він також став головою WPBSA, займаючи цю посаду протягом шести років.
У 2003 році у нього діагностували рак легенів і шлунка, від якого він помер 2006 року.
У 2005 році він опублікував свою автобіографію «З синього в чорне», а також здійснив стрибок з парашутом.